# Bram Fischer
Pour les articles homonymes, voir Fischer.
Abram Louis Fischer, connu sous le nom de Bram Fischer, (1908-1975) est un avocat afrikaner communiste d'Afrique du Sud, un activiste anti-apartheid et défenseur de Nelson Mandela au procès de Rivonia. 

## Biographie
Abram Louis Fischer est né le 23 avril 1908 dans l'État libre d'Orange.
Il est le fils de Percy Fischer, juge et président de tribunal dans l'État libre d'Orange et le petit-fils d'Abraham Fischer, premier ministre de l'État libre d'Orange entre 1907 et 1910 et membre du gouvernement de Louis Botha en 1910. 
Étudiant à Bloemfontein puis à Oxford, Bram Fischer voyage en Europe, notamment en URSS en 1932.
En 1937, il épouse Molly Krige, une nièce du vice-premier ministre Jan Smuts. Le couple a 3 enfants. 
En 1940, Bram Fischer rejoint le Parti communiste sud-africain. Cet engagement officiel ne freine pas pour autant sa carrière professionnelle et un avenir politique brillant semble lui être assuré. Il a à l'époque ses premiers contacts avec le Congrès national africain (ANC), qu'il aide à réviser sa constitution 
Dans les années 1950, membre du congrès des Démocrates, il participe en tant qu'avocat à la défense des activistes anti-apartheid notamment entre 1956 et 1961 et en 1964 au procès de Rivonia où il est un des avocats de Nelson Mandela. 
En 1960, Molly Fischer, son épouse, devenue elle aussi une militante anti-apartheid, est arrêtée par la police après le massacre de Sharpeville alors que l'Afrique du Sud est sous état d'urgence. 
En 1963, le couple Fischer est victime d'un accident grave de la route provoquant la mort de Molly Fisher.
Bram Fischer est arrêté en septembre 1964 pour son implication dans les mouvements activistes anti-apartheid et son appartenance au Parti communiste sud-africain, alors interdit. Il est relâché sur parole pour pouvoir plaider lors d'un procès à Londres. À son retour en Afrique du Sud, il assiste à son propre procès mais au second jour des audiences, ne se présente pas au tribunal et fait lire par ses avocats une déclaration, exposant les motifs de son engagement politique. 
Après 9 mois de cavale, il est arrêté et est condamné en 1966 à la prison à vie au nom de son appartenance à une organisation interdite et pour conspiration en vue de réaliser des sabotages. La même année, il reçoit le Prix Lénine pour la paix.
En 1974, atteint d'un cancer, Fischer est l'objet d'une campagne médiatique et du soutien de nombreuses personnalités politiques pour obtenir sa libération. 
Bram Fischer est ainsi libéré et assigné à résidence chez son frère à Bloemfontein où il meurt quelques semaines plus tard le 8 mai 1975.